# یوخن پیتش
یوخن پیتش (انگلیسی: Jochen Pietzsch؛ زادهٔ ۱ دسامبر ۱۹۶۳) لژسوار اهل آلمان بود.
وی در مسابقات کشوری و بین‌المللی در مجموع برندهٔ ۸ مدال طلا، ۱ مدال نقره، ۴ مدال برنز شده‌است.